# Graminum Monographiae ... Pars. I. Paspalum. Reimaria
Graminum Monographiae ... Pars. I. Paspalum. Reimaria (abreviado Gram. Monogr., Paspalum) es un libro con ilustraciones y descripciones botánicas que fue escrito por el médico, botánico, y profesor universitario alemán Johannes Flüggé y publicado en latín el año 1810 en Hamburgo.